# Сюмсі
Сюмсі́ (рос. Сюмси) — село, центр Сюмсинського району Удмуртії, Росія.

## Населення
Населення — 5316 осіб (2010; 5645 в 2002).
Національний склад (2002):
- росіяни — 67 %
- удмурти — 31 %

## Походження назви
Щодо назви села існує декілька версій походження, але найбільш визнаною є та, яка трактує назву від удмуртських слів сюм — затока та сі — річка. Тобто, згідно з М. Г. Атамановим (1997), назва означає розташування села в місці, де річка витікає із затоки.

## Історія
Вперше село згадується 1759 року серед інших 15 населених пунктів Зонської парафії. Тоді в присілку Старі Сюмсі було 11 дворів з 126 жителями. 1826 році була створена Сюмсинська парафія, присілок Сюмсі-Можга перейменовується в село Сюмсинське. У 1835–1839 роках в ньому будується кам'яна Срітенська церква на місці дерев'яної, переробленої в свою чергу з каплиці. 1861 року через Сюмсі прокладена телеграфна лінія, а в селі створена телеграфна станція. Того ж року в селі відкрито початкове народне училище. В 1868 році відкрито парафіяльне змішане однокласне училище. В 1873 році в Сюмсях відкривається лікарня на 5 місць.

## Урбаноніми[5]
- вулиці — 50 років Перемоги, Авангардна, Аеродромна, Азіна, Базарна, Берестова, Брагіна, Будівників, Вишнева, Вільхова, Гагаріна, Горобинова, Дружби, Енергетиків, Жовтнева, Заводська, Зарічна, Зелена, імені Чафарова, Квіткова, Кірова, Колгоспна, Комсомольська, Кооперативна, Короленка, Лікарняна, Лісова, Лучна, Магістральна, Максима Горького, Малинова, Маяковського, Меркушева, Механізаторів, Миру, Молодіжна, Московська, Набережна, Нафтовиків, Нова, Орловська, Паріна, Партизанська, Перемоги, Першотравнева, Південна, Північна, Підгірна, Підлісна, Пісочна, Польова, Праці, Пролетарська, Промислова, Пушкинська, Радищева, Радянська, Садова, Свободи, Сибірська, Сільська, Сонячна, Соснова, Союзна, Східна, Травнева, Удмуртська, Фефілова, Фрунзе, Чапаєва, Чафарова, Червона, Червоноармійська, Шкільна, Ювілейна
- провулки — Березовий, Васильковий, Садовий, Хлібозаводський